# 莫戈特德巴加塞斯區
莫戈特德巴加塞斯區（西班牙語：Mogote de Bagaces）是哥斯達黎加的一個區，位於該國西北部瓜納卡斯特省，海拔高度522米，主要經濟活動有農業和畜牧業，2000年人口2,886人。